# イオン八事ショッピングセンター

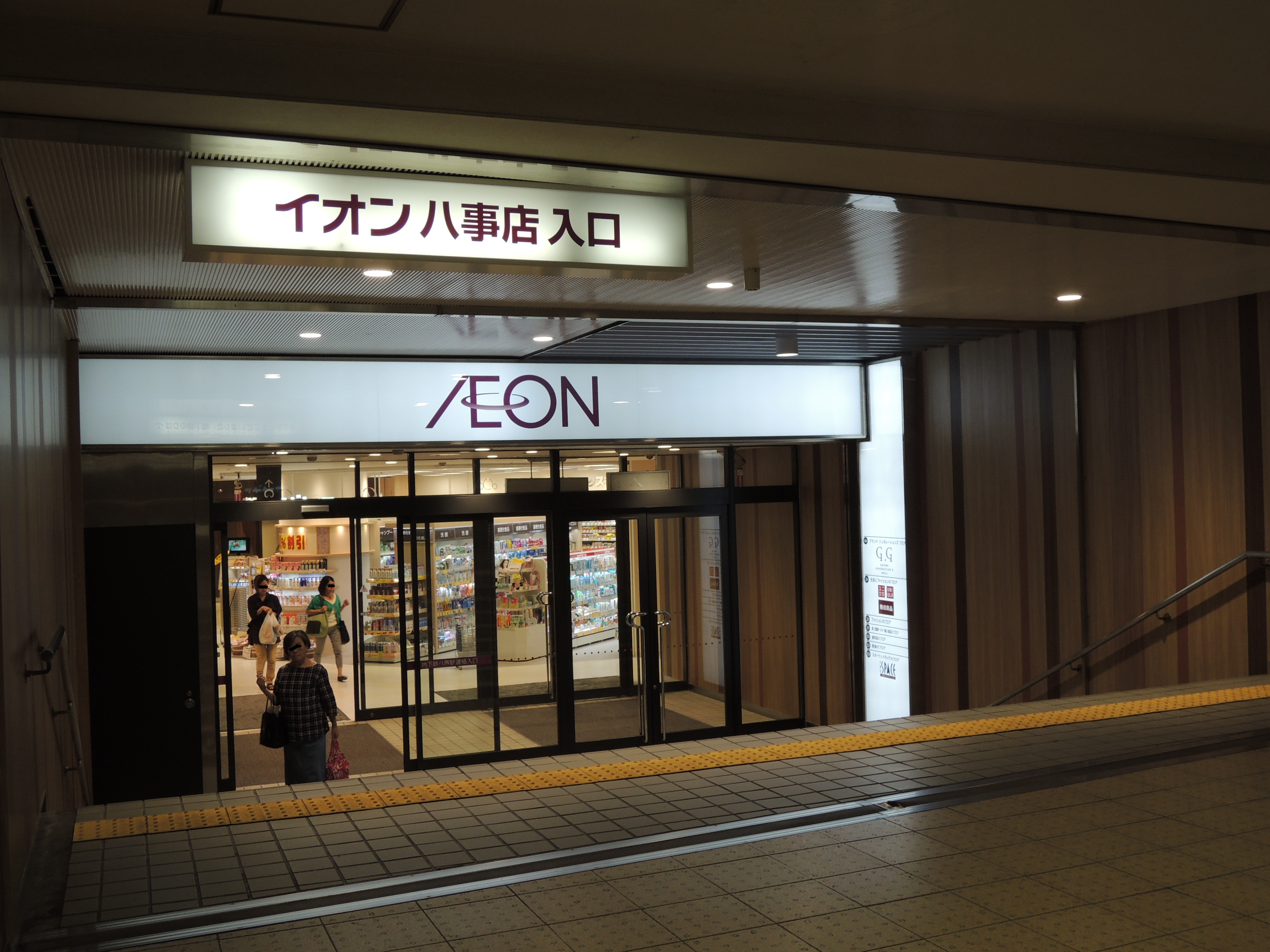
名古屋市営地下鉄八事駅　3番出入口からの直通入口

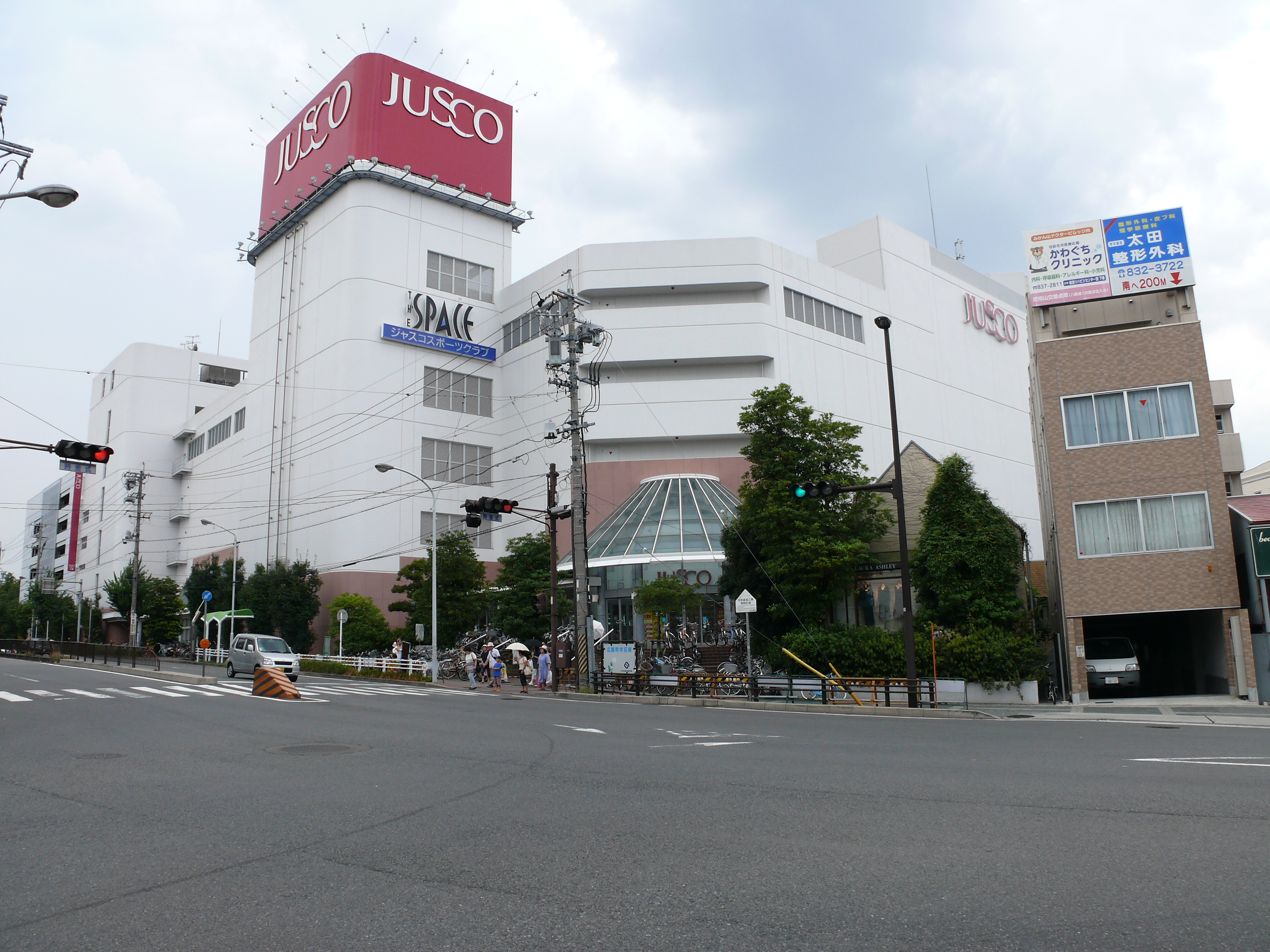
ジャスコ八事店時代の外観（2007年）

イオン八事ショッピングセンター（イオンやごとショッピングセンター）は、愛知県名古屋市昭和区広路町にあるショッピングセンターである。旧名称は「ジャスコシティ八事」。

## 概要
大規模小売店舗立地法による届出では「イオン八事店」の名称が使用されているが、営業案内上は施設名が「イオン八事ショッピングセンター」、核店舗名が「イオン八事店」という扱いになっている。
北大路魯山人の器などで知られていた料亭八勝館がその敷地を活用してヘラルドグループと共同で開発した「（初代）ジャスコ八事店」が、1973年（昭和48年）12月に開業したのが始まりである。
この「（初代）ジャスコ八事店」は1992年（平成4年）4月まで営業を続け、増床を行う構想を断念して一旦閉店となった。
その後約115億円を投じて地下3階・地上5階建ての建物へと建替えを行い、1993年（平成5年）9月21日に新装開業した。
当店は名古屋市東部の文教・住居地区である八事に立地しており、地下1階が食品売場になっている。
所有者としては、2005年（平成17年）6月に、古川土地建物株式会社（ヘラルドグループ）と個人1名から、日本リテールファンド投資法人（現在の日本都市ファンド投資法人）が37億円で取得した。
2011年（平成23年）3月1日にイオングループのGMSを「イオン」に店名統一することに伴って当店も「イオン」に改称した。
2014年（平成26年）9月12日に4階を高齢者向けのフロアを開設すると共に、専門店の数を45店舗から75店舗へ増やすなどの大規模な改装を行い、イオン葛西店（東京都江戸川区）に続いて東海地区では初となる「グランド・ジェネレーション・ストア」業態として新装開業した。
地元では、ジャスコ時代の名残で「ヤゴジャ」（八事のジャスコの意）と呼ばれることがある。

## 主要テナント
イオン八事店のほかに75の専門店が入居している。
- スギヤマ薬品（地下3階）
- ハニーズ（2階）
- ライトオン（2階）
- ユニクロ（3階）
- 無印良品（3階）
- セリア（3階）
- 未来屋書店（4階）
- ペテモ（4階）

詳細はショップリストを参照。

## フロア構成
| 本館立体駐車場             | 本館                           |                | 石坂立体駐車場 |
| -------------------------- | ------------------------------ | -------------- | -------------- |
| 屋上駐車場                 | 屋上駐車場                     |                | 9階 立体駐車場 |
| 6階 立体駐車場             | 5階 屋内駐車場                 | 8階 立体駐車場 |                |
| 5階 立体駐車場             | 4階 G.G.フロア                 | 7階 立体駐車場 |                |
| 4階 立体駐車場             | 3階 生活とファッション         | 6階 立体駐車場 |                |
| 3階 立体駐車場             | 3階 生活とファッション         | 5階 立体駐車場 |                |
| 2階 立体駐車場             | 2階 ファッション               | 4階 立体駐車場 |                |
| 1階 立体駐車場             | 1階 美と健康・リカー・輸入食品 | 連絡通路       | 3階 立体駐車場 |
|                            | 地下1階 食料品                 |                | 2階 立体駐車場 |
| 地下2階 飲食店             | 1階 立体駐車場                 |                |                |
| 地下3階 スポーツとドラッグ |                                |                |                |

建物は地下3階・地上5階建てで、延床面積は約61,603m2である。

## 交通アクセス
自動車
- 駐車場：700台[2]

鉄道
- 名古屋市営地下鉄
  - 鶴舞線・名城線 八事駅3番出口から地下鉄口が分岐している。
  - エレベーターを利用する際は、国道153号（飯田街道）に出て北側のエレベーター口を利用する必要がある。

路線バス
- 名古屋市営バス
  - 「八事」バス停留所下車、徒歩で約1分。

詳細情報は「アクセスマップ」を参照。

## 周辺
- 中京大学名古屋キャンパス
- 名城大学八事キャンパス
- 八事山興正寺
- 八事霊園
- 名古屋八事郵便局